# Abdoulaye Khamed
Abdoulaye Khamed (* 15. Juni 1956 in Tchintabaraden; † 19. Dezember 2020 in Niamey) war ein nigrischer Medienmanager und Politiker.

## Leben
Abdoulaye Khamed gehörte der Volksgruppe der Tuareg an. Nach der Grundschule in seinem Geburtsort Tchintabaraden besuchte er die Mittelschulen Collège d’enseignement général in Tahoua und Lycée National in Niamey. Er studierte von 1978 bis 1982 an der Universität Niamey, an der er eine Licence in Geschichte und eine Maîtrise in internationalen Beziehungen erwarb.
Khamed arbeitete für die staatliche Rundfunkanstalt ORTN als Hörfunkmoderator und Redakteur und schließlich von 1983 bis 1985 als nationaler Direktor des Hörfunkprogramms Voix du Sahel. Während dieser Zeit absolvierte er Fortbildungen in Journalismus und Medienmanagement an der Universität Bordeaux I, der Azhar-Universität und der Universität Dakar.
Das Militärregime unter dem Staatschef Seyni Kountché, der auch als Minister für Inneres amtierte, berief Abdoulaye Khamed am 23. September 1985 als Staatssekretär für Inneres in die Regierung Nigers. Er wirkte als Mitglied der Kommission, die die Inhalte für das Nationalcharta-Referendum von 1987 vorbereitete. Kurz vor dem Tod Seyni Kountchés wurde er am 7. September 1987 als Staatssekretär für Inneres von Brigi Rafini abgelöst. Khamed wurde von 1987 bis 1989 als Unterpräfekt der Arrondissements Keita, Tchirozérine, Loga und Dakoro eingesetzt. Ferner machte er 1988 ein Diplôme d’études supérieures spécialisées in Management an der Universität Laval.
Staatspräsident Ali Saïbou ernannte ihn als Nachfolger von Amadou Madougou, der Innenminister wurde, zum Minister für öffentlichen Dienst, Arbeit und Berufsausbildung. Khamed wechselte am 2. März 1990 die Ressorts und wurde Kommunikationsminister. In dieser Funktion folgte er dem zum Unterrichtsminister ernannten Issa Amsa nach. Neuer Minister für öffentlichen Dienst, Arbeit und Berufsausbildung wurde Mamadou Dagra. Als Vertreter der Regierung war Abdoulaye Khamed Mitglied der Vorbereitungskonferenz der Nationalkonferenz von 1991, die den Übergang Nigers zu einer Mehrparteiendemokratie gestaltete. In der Regierung vom 7. November 1991, nach der Entmachtung des Militärs, war er nicht mehr vertreten. Als Kommunikationsminister fungierte nunmehr Adam El Back.
Khamed wurde Mitglied der kleinen Partei für nationale Einigung und Demokratie (PUND-Salama), die von Tuareg dominiert war. Nach Unruhen wurde er wie andere hochrangige Tuareg am 2. September 1992 für kurze Zeit verhaftet. Bald danach übernahm er wieder Schlüsselfunktionen in den staatlichen Medien. So wirkte er von 1994 bis 1996 als Generaldirektor des Office National d’Edition et de Presse (ONEP), das die Printmedien Le Sahel und Sahel Dimanche herausgab. Zudem war er von 1995 bis 1996 für Staatspräsident Mahamane Ousmane Berater im Ministerrang für Kommunikation und Beziehungen zur Öffentlichkeit.
Nach dem Militärputsch, der Ibrahim Baré Maïnassara an die Macht brachte, beteiligte er sich an der Ausarbeitung der umstrittenen neuen Verfassung. Unter Ibrahim Baré Maïnassara wurde er 1997 Generaldirektor der staatlichen Nachrichtenagentur Agence Nigérienne de Presse (ANP). Diese Funktion hatte er bis zum Jahr 2000 inne.
Von 2009 bis 2010 arbeitete Khamed als nationaler Direktor für Kommunikation, Dokumentation und Beziehungen zur Öffentlichkeit im Bergbauministerium. Er leitete von 2010 bis 2017 als Generaldirektor die Ausbildungsstätte für Medienberufe Institut de Formation aux Techniques de l’Information et de la Communication (IFTIC) in Niamey. Danach war er von 2017 bis 2019 Mitglied des staatlichen Kommissariats für den Haddsch und die Umra.
Abdoulaye Khamed starb 2020 im Alter von 64 Jahren nach einer kurzen Krankheit im Nationalkrankenhaus Niamey. Er wurde in Tchintabaraden bestattet.

## Ehrungen
- Offizier des Verdienstordens Nigers[2]